# Варшава (Слов'янськ)
Житломасив Варшава — історична місцевість у місті Слов'янськ Донецької області. Розташована на південь від Старого Міста, між вулицею Свободи та Слов'янським заводом високовольтних ізоляторів. Південну частину омежовує станція імені Кожушка. У місцевості є вихід до старого русла річки Казенний Торець.

## Історія

### Виникнення та початок забудови
Забудова розпочалася у 1810-х роках. Початком забудови району стало утворення вулиці Ветеринарної, яка розпочиналася на площі Ярмарковій, на перехресті з вулицею Бахмутською. На ній оселилися купці Іщенки, Зайцев, Гибнер, Раменський, Богомаз, Малєєв, Парова, Колодяжний, Крячко. 
Згодом від вулиці Ветеринарної виникла гілкою вулиця Варшавська та Амністії, а від Бахмутської — Слов'янська та Циганська. До середини ХІХ століття ці вулиці були забудовані. На честь головної вулиці Варшавської район дістав назву Варшава. Хоча, у переписі вулиць міста 1903 року — вулиця Аршавська.

### Радянський період
У 1920-х роках місцева більшовицька влада вдалася до перейменування міських вулиць. 
| Історична назва       | Радянська назва            |
| --------------------- | -------------------------- |
| Вулиця Ветеринарна    | Вулиця Московська          |
| Провулок Ветеринарний | Провулок Московський       |
| Вулиця Варшавська     | Вулиця Комінтерну          |
| Провулок Варшавський  | Провулок Комінтерну        |
| Вулиця Слов'янська    | Вулиця Червоних Командирів |
| Вулиця Циганська      | Вулиця Пролетарська        |

Наприкінці 1920-х років, на захід від існуючого масиву, було утворено декілька вулиць, на яких оселилися працівники Слов'янського арматурно-ізоляторнозо заводу імені Артема та міського силікатного виробництва: вулиця Чичеріна, Професійна, Робоча, Промислова, З'їздів, Українська, Краматорська, а також продовжено вулицю Амністії та Московський провулок. Уся територія надавалася людям для садибного будівництва. 
У 1930-х роках відбулася забудова на схід від вулиці Пролетарської, утворили вулицю Челюскінців, Мечникова, Лютневої Революції, Клари Цетнін та Мистецтва.
Під час німецької окупації міста 1941-1943 років, місцевою владою було повернуто історичні назви вулицям, а вулицю Чичеріна перейменовано на Писемського.
У 1946 році на плані післявоєнного відновлення та розбудови міста район називався Південний (Южний).
У 1948 році вулицю Амністії перейменовано на Кримську.
Під час Хрущовської програми зі скорочення земельних ділянок вдвічі, посеред уже існуючих великих кварталів були утворені нові вулиці, за рахунок урізання великих садибних площ. Між великими історичними вулицями утворили по дві-три нові: між Московською та Червоних командирів утворили Карнаухова та Кубанську, між Камінтерну та Свободи — Гудованцева, Суворова, провулок Матросова. Також було утворено ще низку менших вулиць та провулків.
Проте й надавалися земельні ділянки на незаселеному місці, на захід до індустрійного району, виникли такі вулиці: Ломоносова, Шкільна, Коккінакі, Котовського, Танкістів, Гранична.
У серпні 1962 року вулицю Безіменна перейменували на честь Павла Поповича. 
5 травня 1976 року, з нагоди святкування 300-от річчя заснування Слов'янська, були перейменовані вулиці:
| Стара назва                 | Нова назва          |
| --------------------------- | ------------------- |
| Вулиця Московська           | Вулиця Будьонного   |
| Провулок Московський        | Провулок Будьонного |
| Вулиця Лютневої Революції   | Вулиця Карбишева    |
| Провулок Лютневої Революції | Пров. Карбишева     |
| Вулиця З'їздів              | Вулиця З'їздівська  |
| Провулок З'їздів            | Пров З'їздівський   |
| Провулок Криничний          | Провулок Граничний  |

У 1980-х роках на місці приватних житлових будинків по вулиці Свободи були побудовані багатоповерхівки.

### Сучасність
19 лютого 2016 року розпорядженням міського голови та 20 травня 2016 року розпорядженням голови Донецької обласної державної адміністрації на території Варшави було перейменовано низку вулиць.